# 张勃兴
张勃兴（1930年8月—2025年6月24日），男，河北霸州人，中华人民共和国政治人物。中共第十三、十四屆中央委员。曾长期担任陕西省党政要职；历任陕西省人民政府省长，中共陕西省委书记，陕西省人大常委会主任。

## 生平

### 从政经历
早先，张勃兴曾先后就读于北平市四存中学、市立高商，后又入华北大学读书。1950年11月加入中国共产党。毕业后，一直在陕西省工作。曾历任中华全国总工会西北工作队副队长，原国营853厂、844厂党委办公室副主任。
1957年，张勃兴进入中共陕西省委，任省委国防工委副处长、西安市委工业部副处长，开启从政之路；1964年，升任省委工业部办公室副主任、兼省工业厅办公室主任。“文化大革命”开始后，曾受到冲击，被下放陕西省洛南县劳动。1972年恢复工作后，担任商洛地区工业局领导小组组长；此后，张勃兴先后出任省委工业办公室协作组组长，省石油化学工业局副局长、党组副书记。
进入1980年代，迅速获得重用；先是于1981年担任省委组织部副部长；两年后，即晋升部长；1985年6月，出任陕西省人民政府副省长；1986年12月，升任省委副书记、代理省长；1987年3月，正式当选陕西省省长；仅五个月后，就再次晋升中共陕西省委书记；1993年4月，当选陕西省第八届人大常委会主任；1994年11月，因年龄到限，不再担任省委书记职务，并淡出领导层；1998年1月，人大换届后，正式离休。

### 退休生活
退休后的张勃兴还参与了很多社会活动，是陕西省老科技工作者协会的首届会长，陕西省诗词学会的名誉会长。2003年12月，其个人文集《荏苒集》（ISBN 7224067229）由陕西人民出版社出版。